# معاون سیاسی وزیر امور خارجه (ایران)
معاون سیاسی وزیر امور خارجه مهم‌ترین معاون وزیر امورخارجه است. در ساختار وزارت امور خارجه، سه بخش اصلی شامل دفتر هماهنگی روابط سیاسی دوجانبه و ابتکارهای منطقه‌ای، دفتر برنامه‌ریزی و نظارت راهبردی، و دبیرخانه ستاد پیگیری اجرای برجام زیر نظر معاون سیاسی هستند.
این معاونت در سال ۱۳۶۷ به سه معاونت «آسیا و اقیانوسیه»، «اروپا و آمریکا» و «عربی و آفریقا» تجزیه شد و در دههٔ هشتاد نیز ابتدا معاونت اروپا و آمریکا به دو معاونت شامل معاونت اروپا و معاونت آمریکا، و سپس معاونت عربی و آفریقا به دو معاونت شامل معاونت آفریقا و معاونت خاورمیانه و مشترک‌المنافع تفکیک شد. در سال ۱۳۹۶ با تجمیع معاونت‌های منطقه‌ای با همان نام، معاونت سیاسی احیا شد؛ با این تفاوت که به‌تنهایی ادارات کل دوجانبه را در اختیار ندارد. وزارت امور خارجه در حال حاضر دارای هشت اداره‌کل دوجانبه است که مسئولیت کار با کشورهای مختلف را خواهند داشت و به طور همزمان تحت نظر معاونت سیاسی و معاونت دیپلماسی اقتصادی فعالیت دارند. اداره‌کل خلیج فارس، اداره‌کل خاورمیانه عربی و شمال آفریقا، اداره‌کل آسیای میانه و شبه‌قاره، اداره‌کل اوراسیا، اداره‌کل آفریقا، اداره‌کل آسیا و اقیانوسیه، اداره‌کل اروپا، و اداره کل آمریکا.

## فهرست
| ۱                                                                          | سید احمد سلامتیان (زادهٔ ۱۳۲۳) |                   | بهمن/اسفند ۱۳۵۷ | فروردین ۱۳۵۸   | موقت      | سنجابی         | بازرگان |        |
| ۲                                                                          | کمال خرازی (زادهٔ ۱۳۲۳)        |                   | اردیبهشت ۱۳۵۸   | ۲۳ اسفند ۱۳۵۸  | موقت      | یزدی           | بازرگان | [ ۴ ]  |
| ۲                                                                          | کمال خرازی (زادهٔ ۱۳۲۳)        | موقت شورای انقلاب | اردیبهشت ۱۳۵۸   | ۲۳ اسفند ۱۳۵۸  | بنی‌صدر    | بهشتی          |         |        |
| ۲                                                                          | کمال خرازی (زادهٔ ۱۳۲۳)        | موقت شورای انقلاب | اردیبهشت ۱۳۵۸   | ۲۳ اسفند ۱۳۵۸  | قطب‌زاده   | بهشتی          | [ ۵ ]   |        |
| ۳                                                                          | منصور مشکین‌پوش (؟–۱۳۰۴)       | موقت شورای انقلاب |                 | . ۱۳۵۹         | قطب‌زاده   | . ۱۳۵۹         | بنی‌صدر  | [ ۶ ]  |
| —                                                                          | —                             | —                 | —               | —              | نخست      | خداپناهی       | رجایی   |        |
| ۴                                                                          | حسین شیخ‌الاسلام (۱۳۹۸–۱۳۳۱)   |                   | ۲۷ فروردین ۱۳۶۰ | . ۱۳۶۷         | نخست      | رجایی          | رجایی   | [ ۷ ]  |
| ۴                                                                          | حسین شیخ‌الاسلام (۱۳۹۸–۱۳۳۱)   | موسوی             | ۲۷ فروردین ۱۳۶۰ | . ۱۳۶۷         | نخست      |                | رجایی   |        |
| ۴                                                                          | حسین شیخ‌الاسلام (۱۳۹۸–۱۳۳۱)   | دوم               | ۲۷ فروردین ۱۳۶۰ | . ۱۳۶۷         | باهنر     |                |         |        |
| ۴                                                                          | حسین شیخ‌الاسلام (۱۳۹۸–۱۳۳۱)   | موقت              | ۲۷ فروردین ۱۳۶۰ | . ۱۳۶۷         | مهدوی کنی |                |         |        |
| ۴                                                                          | حسین شیخ‌الاسلام (۱۳۹۸–۱۳۳۱)   | سوم               | ۲۷ فروردین ۱۳۶۰ | . ۱۳۶۷         | ولایتی    | موسوی          |         |        |
| ۴                                                                          | حسین شیخ‌الاسلام (۱۳۹۸–۱۳۳۱)   | چهارم             | ۲۷ فروردین ۱۳۶۰ | . ۱۳۶۷         | ولایتی    | موسوی          |         |        |
| تجزیه به سه معاونت «آسیا و اقیانوسیه»، «اروپا و آمریکا» و «عربی و آفریقا» ‏ |                               |                   |                 |                |           |                |         |        |
| ۵                                                                          | سید عباس عراقچی (زادهٔ ۱۳۴۱)   |                   | ۱ بهمن ۱۳۹۶     | ۲۳ شهریور ۱۴۰۰ | دوازدهم   | ظریف           | روحانی  | [ ۸ ]  |
| ۶                                                                          | علی باقری کنی (زادهٔ ۱۳۴۶)     |                   | ۲۳ شهریور ۱۴۰۰  | ۱۹ شهریور ۱۴۰۳ | سیزدهم    | امیرعبداللهیان | رئیسی   | [ ۹ ]  |
| ۶                                                                          | علی باقری کنی (زادهٔ ۱۳۴۶)     | باقری کنی         | ۲۳ شهریور ۱۴۰۰  | ۱۹ شهریور ۱۴۰۳ | سیزدهم    | مخبر           |         |        |
| ۷                                                                          | مجید تخت‌روانچی (زادهٔ ۱۳۳۷)    |                   | ۱۹ شهریور ۱۴۰۳  | در حال تصدی    | چهاردهم   | عراقچی         | پزشکیان | [ ۱۰ ] |